# オースティン映画批評家協会
オースティン映画批評家協会（オースティンえいがひひょうかきょうかい、英: Austin Film Critics Association）は、テキサス州オースティンの映画評論家の組織である。略称はAFCA。
毎年末に協会は、同年に公開された映画を投票によって選出し、賞を贈る。また、オースティンで製作、もしくは同地域の監督が製作した映画にはオースティン映画賞が与えられる。

## オースティン映画批評家協会賞
| 賞   | 賞                                    | 賞                                                              | 賞                                                      | 賞                                                             | 賞                                                       | 賞                                                          |
| 年   | 作品賞                                | 監督賞                                                          | 主演男優賞                                              | 主演女優賞                                                     | 助演男優賞                                               | 助演女優賞                                                  |
| ---- | ------------------------------------- | --------------------------------------------------------------- | ------------------------------------------------------- | -------------------------------------------------------------- | -------------------------------------------------------- | ----------------------------------------------------------- |
| 2005 | 『クラッシュ』                        | ポール・ハギス 『クラッシュ』                                   | フィリップ・シーモア・ホフマン 『カポーティ』           | リース・ウィザースプーン 『ウォーク・ザ・ライン/君につづく道』 | ウィリアム・ハート 『ヒストリー・オブ・バイオレンス』    | ローラ・リニー 『イカとクジラ』                             |
| 2006 | 『ユナイテッド93』                    | アルフォンソ・キュアロン 『トゥモロー・ワールド』               | レオナルド・ディカプリオ 『ディパーテッド』             | エリオット・ペイジ 『ハードキャンディ』                        | ジャック・ニコルソン 『ディパーテッド』                  | 菊地凛子 『バベル』                                         |
| 2007 | 『ゼア・ウィル・ビー・ブラッド』      | ポール・トーマス・アンダーソン 『ゼア・ウィル・ビー・ブラッド』 | ダニエル・デイ＝ルイス 『ゼア・ウィル・ビー・ブラッド』 | エリオット・ペイジ 『JUNO/ジュノ』                             | ハビエル・バルデム 『ノーカントリー』                    | アリソン・ジャネイ 『JUNO/ジュノ』                          |
| 2008 | 『ダークナイト』                      | クリストファー・ノーラン [ダークナイト』                        | ショーン・ペン 『ミルク』                               | アン・ハサウェイ 『レイチェルの結婚』                          | ヒース・レジャー 『ダークナイト』                        | タラジ・P・ヘンソン 『ベンジャミン・バトン 数奇な人生』     |
| 2009 | 『ハート・ロッカー』                  | キャスリン・ビグロー 『ハート・ロッカー』                       | コリン・ファース 『シングルマン』                       | メラニー・ロラン 『イングロリアス・バスターズ』                | クリストフ・ヴァルツ 『イングロリアス・バスターズ』      | アナ・ケンドリック 『マイレージ、マイライフ』               |
| 2010 | 『ブラック・スワン』                  | ダーレン・アロノフスキー 『ブラック・スワン』                   | コリン・ファース 『英国王のスピーチ』                   | ナタリー・ポートマン 『ブラック・スワン』                      | クリスチャン・ベール 『ザ・ファイター』                  | ヘイリー・スタインフェルド 『トゥルー・グリット』           |
| 2011 | 『ヒューゴの不思議な発明』            | ニコラス・ウィンディング・レフン 『ドライヴ』                   | マイケル・シャノン 『テイク・シェルター』               | ティルダ・スウィントン 『少年は残酷な弓を射る』                | アルバート・ブルックス 『ドライヴ』                      | ジェシカ・チャステイン 『テイク・シェルター』               |
| 2012 | 『ゼロ・ダーク・サーティ』            | ポール・トーマス・アンダーソン 『ザ・マスター』                 | ホアキン・フェニックス 『ザ・マスター』                 | ジェニファー・ローレンス 『世界にひとつのプレイブック』        | クリストフ・ヴァルツ 『ジャンゴ 繋がれざる者』           | アン・ハサウェイ 『レ・ミゼラブル』                         |
| 2013 | 『her/世界でひとつの彼女』            | アルフォンソ・キュアロン 『ゼロ・グラビティ』                   | キウェテル・イジョフォー 『それでも夜は明ける』         | ブリー・ラーソン 『ショート・ターム』                          | ジャレッド・レト 『ダラス・バイヤーズクラブ』            | ルピタ・ニョンゴ 『それでも夜は明ける』                     |
| 2014 | 『6才のボクが、大人になるまで。』     | リチャード・リンクレイター 『6才のボクが、大人になるまで。』    | ジェイク・ジレンホール 『ナイトクローラー』             | ロザムンド・パイク 『ゴーン・ガール』                          | J・K・シモンズ 『セッション』                            | パトリシア・アークエット 『6才のボクが、大人になるまで。』  |
| 2015 | 『マッドマックス 怒りのデス・ロード』 | ジョージ・ミラー 『マッドマックス 怒りのデス・ロード』          | マイケル・ファスベンダー 『スティーブ・ジョブズ』       | ブリー・ラーソン 『ルーム』                                    | シルヴェスター・スタローン 『クリード チャンプを継ぐ男』 | アリシア・ヴィキャンデル 『エクス・マキナ』                 |
| 2016 | 『ムーンライト』                      | バリー・ジェンキンス 『ムーンライト』                           | ケイシー・アフレック 『マンチェスター・バイ・ザ・シー』 | イザベル・ユペール 『エル ELLE』                               | マハーシャラ・アリ 『ムーンライト』                      | ヴィオラ・デイヴィス 『フェンス』                           |
| 2017 | 『ゲット・アウト』                    | ギレルモ・デル・トロ 『シェイプ・オブ・ウォーター』             | ティモシー・シャラメ 『君の名前で僕を呼んで』           | フランシス・マクドーマンド 『スリー・ビルボード』              | ウィレム・デフォー 『フロリダ・プロジェクト 真夏の魔法』 | アリソン・ジャネイ 『アイ,トーニャ 史上最大のスキャンダル』 |
| 2018 | 『ビール・ストリートの恋人たち』      | バリー・ジェンキンス 『ビール・ストリートの恋人たち』           | イーサン・ホーク 『魂のゆくえ』                         | オリヴィア・コールマン 『女王陛下のお気に入り』                | リチャード・E・グラント 『ある女流作家の罪と罰』         | レジーナ・キング 『ビール・ストリートの恋人たち』           |

### セレモニー
- 2005年 - 第1回
- 2006年 - 第2回
- 2007年 - 第3回
- 2008年 - 第4回
- 2009年 - 第5回
- 2010年 - 第6回
- 2011年 - 第7回
- 2012年 - 第8回
- 2013年 - 第9回

### 受賞数統計

#### 作品別
- 5部門受賞:
  - 『ブラック・スワン』 (2010): 作品賞、監督賞、主演女優賞、撮影賞、オリジナル脚本賞
  - 『ダークナイト』 (2008): 作品賞、監督賞、助演男優賞、作曲賞、脚色賞
  - 『ゼア・ウィル・ビー・ブラッド』 (2007): 作品賞、監督賞、主演男優賞、撮影賞、作曲賞
- 4部門受賞:
  - 『テイク・シェルター』 (2011): 主演男優賞、助演女優賞、ブレイクスルー・アーティスト賞、オースティン映画賞
  - 『JUNO/ジュノ』 (2007): 主演女優賞、助演女優賞、オリジナル脚本賞、ブレイクスルー・アーティスト賞
- 3部門受賞:
  - 『ザ・マスター』 (2012): 監督賞、主演男優賞、撮影賞
  - 『ドライヴ』 (2011): 監督賞、助演男優賞、脚色賞
  - 『ハート・ロッカー』 (2009): 作品賞、監督賞、撮影賞
  - 『イングロリアス・バスターズ』 (2009): 主演女優賞、助演女優賞、オリジナル脚本賞
- 2部門受賞:
  - 『ハッシュパピー 〜バスタブ島の少女〜』 (2012): 第一回作品賞、ブレイクスルー・アーティスト賞
  - 『アタック・ザ・ブロック』 (2011): 第一回作品賞、作曲賞
  - 『ツリー・オブ・ライフ』 (2011): 撮影賞、ブレイクスルー・アーティスト賞
  - 『シン・シティ』 (2011): 撮影賞、ブレイクスルー・アーティスト賞
  - 『マイレージ、マイライフ』 (2009): 助演女優賞、脚色賞
  - 『僕と彼女とオーソン・ウェルズ』 (2009): ブレイクスルー・アーティスト賞、オースティン映画賞
  - 『ノーカントリー』 (2007): 助演男優賞、脚色賞
  - 『ディパーテッド』 (2006): 主演男優賞、助演男優賞
  - 『パンズ・ラビリンス』 (2006): 外国語映画賞、オリジナル脚本賞
  - 『トゥモロー・ワールド』 (2006): 監督賞、撮影賞
  - 『クラッシュ』 (2005): 作品賞、監督賞
  - 『ハッスル&フロウ』 (2005): ブレイクスルー・アーティスト賞、第1回作品賞
  - 『シン・シティ』 (2005): アニメ映画賞、オースティン映画賞

#### 個人別
- 3部門受賞:
  - ロバート・ロドリゲス - オースティン映画賞:『シン・シティ』 (2005)、『グラインドハウス』 (2007) ; アニメ映画賞:『シン・シティ』 (2005)
- 2部門受賞:
  - アン・ハサウェイ - 主演女優賞: 『レイチェルの結婚』 (2008) ; 助演女優賞『レ・ミゼラブル』 (2012)
  - クリストフ・ヴァルツ - 助演男優賞: 『イングロリアス・バスターズ』 (2009)、『ジャンゴ 繋がれざる者』 (2012)
  - ポール・トーマス・アンダーソン - 監督賞: 『ゼア・ウィル・ビー・ブラッド』 (2007)、『ザ・マスター』 (2012)
  - クエンティン・タランティーノ - オリジナル脚本賞:『イングロリアス・バスターズ』 (2009) ; オースティン映画賞: 『グラインドハウス』 (2007)
  - エリオット・ペイジ - 主演女優賞: 『ハードキャンディ』 (2006)、『JUNO/ジュノ』　(2007)
  - アルフォンソ・キュアロン - 監督賞、オリジナル脚本賞: 『トゥモロー・ワールド』 (2006)
  - ジェシカ・チャステイン - 助演女優賞:『テイク・シェルター』 (2011)、ブレイクスルー・アーティスト賞: 『ツリー・オブ・ライフ』、『ヘルプ 〜心がつなぐストーリー〜』、『ペイド・バック』、『テイク・シェルター』、『キリング・フィールズ 失踪地帯』、『英雄の証明』 (2011)

## 2000年代トップ10作品
1. 『エターナル・サンシャイン』 (2004)
2. 『ゼア・ウィル・ビー・ブラッド』(2007)
3. 『ロード・オブ・ザ・リングシリーズ』 (2001 - 2003)
4. 『ダークナイト』 (2008)
5. 『レクイエム・フォー・ドリーム』 (2000)
6. 『キル・ビル』 (2003/4)
7. 『ノーカントリー』 (2007)
8. 『Mr.インクレディブル』(2004)
9. 『トゥモロー・ワールド』 (2006)
10. (同順) 『メメント』 (2000)、『ディパーテッド』 (2006)